# Emil Dyred
Emil Dyred (født 27. juli 1986 i Måle ved Kerteminde) er en dansk politiker, der er tidligere næstformand for Radikale Venstres landsforbund 2011-2015 og folketingskandidat i Odense Østkredsen og Svendborgkredsen 2010-2014. Han var landsformand for Radikal Ungdom fra 2008 til 2009.
Dyred blev i 2006 student fra Mulernes Legatskole i Odense og læste derefter på Københavns Universitet, hvor han i 2014 modtog en kandidatgrad i samfundsfag og historie.
Han bestred i en årrække tillidsposter i Radikal Ungdom og blev på landsmødet i oktober 2008 valgt som landsformand. Han efterfulgte Andreas Steenberg på posten. Dyred trak sig efter et år.
Emil Dyred har sideløbende været engageret i den internationale ungliberale sammenslutning IFLRY og har i den forbindelse blandt andet arbejdet med unge, menneskerettigheder og dialog i Libanon og Egypten.

Dyred blev i efteråret 2010 valgt som folketingskandidat for Radikale Venstre på Fyn. I april 2011 slog han favoritten Camilla Hersom og blev valgt til spidskandidat på opstillingsgeneralforsamlingen for Radikale Venstres vælgerforening i Odense.
Han var chef for udenrigsministeriets presseassistenter under klimakonferencen COP15 i 2009, har været højskolelærer på Grundtvigs Højskole og har siden 2012 arbejdet i Københavns Kommune, hvor han siden 2018 har været sekretariatschef i Socialforvaltningen. 